# 영월 정양산성
영월 정양산성(寧越 正陽山城)은 대한민국 강원특별자치도 영월군 영월읍 정양산에 있는 삼국시대의 성곽이다. 2003년 6월 2일 대한민국의 사적 제446호로 지정되었다.

## 개요
영월 정양산성은 남한강에 돌출된 정양산(해발 430―565m)의 자연지형을 잘 이용하여 돌로 쌓은 산성이다.
이 성은 문헌기록상 그 축조연대를 정확히 알 수 없으나 삼국이 한강 유역을 놓고 다투던 삼국시대에 처음 축조된 것으로 추정되며, 『세종실록지리지』에 ‘둘레 798보, 성안에 샘이 하나 있고, 창고 5칸이 있다’는 기록을 통해 조선 전기까지 계속 사용되었음을 알 수 있다.
성의 전체적인 평면모습은 서북쪽을 향하여 넓은 사다리꼴 또는 키모양을 이루고 있다. 이 성은 내성과 외성으로 크게 구분되는데, 내성의 둘레는 1,060m, 외성의 둘레는 570m로서 성벽의 총 연장은 1,630m에 달한다. 그리고 북서쪽에 자리잡은 정양리에서 계곡을 따라 오르는 곳에 5개, 외성 내에 2∼3개의 차단벽을 갖고 있다.
성벽은 자연석을 적당히 다듬어 매우 정교하게 쌓았는데, 현재 남아 있는 성벽만 해도 높이가 최고 11.5m에 달한다. 이것은 우리나라의 고대 산성 중에서 성벽 규모만으로 볼 때 최대로 꼽히고 있는 보은의 삼년산성(사적 제235호)과 비교된다. 한편 남서쪽 일대에는 여장(女墻)이 남아 있다.
남쪽의 낮은 지대에는 비교적 넓은 평지가 형성되어 있는데, 여러 건물터가 있었던 곳으로 추정된다. 3군데에 다락문 같은 현문(懸門) 형식의 문터가 있고, 성벽이 꺾어지는 3군데에서는 성벽 바깥으로 돌출하여 만든 시설물인 치성(雉城), 혹은 곡성(曲城)의 흔적이 남아 있다.
영월 정양산성은 한강 상류지역에서 가장 중요한 산성일 뿐만 아니라 성벽과 문터, 곡성과 치성, 그리고 후대의 외성과 차단벽을 갖춘 유일한 산성으로 보존상태도 양호하여 역사상·학술상 가치가 있다.

## 사적 지정사유
남한강에 돌출된 정양산(正陽山：해발430-565m)의 자연지형을 이용하여 축조하였다.
삼국이 한강유역을 놓고 각축전을 벌이던 5C말-6C초로 추정되며, 조선 전기까지 계속 사용되었던 중요한 산성이다.
- 고려 공양왕2년(1390)까지 정양역이 존재, 교통로의 요충지 추정
- 세종실록지리지：둘레 798보, 성안에 샘이 하나 있고, 창고 5칸
- 신증동국여지승람：석축, 둘레 2,314척 높이 19척
- 관동지：정양산성(부 동쪽 10리, 석축, 둘레 2,314척, 높이19척)
- 대동지지：정양산고성, 둘레 2,314척

둘레는 1,630ｍ(내성1,060ｍ, 외성570ｍ)이다.
내성은 최대높이 11.5ｍ에 달하며, 보은의 삼년산성(사적 제235호), 단양의 적성(사적 제265호), 온달 산성(사적 제264호)등과 매우 유사한 구조를 보이며, 성벽의 규모에서 뿐만 아니라, 곡성(曲城)의 존재와 현문식(懸門式)의 문터 구조, 성벽 외측 하부 의 보축의 존재에서도 서로 유사한 점을 지니고 있다.
외성은 고려시대 이후 내성의 수용력을 증대시키기 위해 축조된 것으로서 많은 부분을 천연의 절벽을 성벽으로 삼고, 필요한 부분에 인공의 성벽을 축조하는 등 응급적인 상황에서의 축조되는 중세적 특징을 잘 보여주고 있다.

## 같이 보기
- 정양산

## 참고 자료
- 영월 정양산성 - 국가유산청 국가유산포털